# أوليفر جوته
أوليفر جوته (من مواليد 14 أكتوبر 2004 في لندن) هو سائق سباق دنماركي ألماني سيتنافس مع ترايدنت في بطولة الفورمولا 3 التي ينظمها الاتحاد الدولي للسيارات في عام 2023.